# Burg Spitzenberg (BE)
Die Burg Spitzenberg ist die Ruine einer mittelalterlichen Burg in der Schweizer Gemeinde Langnau im Emmental im Kanton Bern.

## Geschichte
Die Burg war der Stammsitz der Freiherren von Spitzenberg. Das Geschlecht starb um 1240 aus. Die Anlage geriet 1241 in Abhängigkeit zur Abtei Trub. Diese verlieh die Burg Spitzenberg einem Zweig der Herren von Aarburg, der sich nach der Burg nannte. Noch vor 1274 kamen Burg und Herrschaft – 26 Höfe umfassend – in den Besitz der Habsburger, die noch vor 1306 ein Amt mit hohen und niederen Gerichten einrichteten und dieses an Adelsfamilien verpfändeten.
Zu diesen Pfandnehmern zählte Freiherr Rudolf II. von Balm, der nach seiner Beteiligung am Mordanschlag gegen König Albrecht I. 1309 von Habsburg enteignet wurde. Später verpfändeten die Herzöge Albrecht II. und Otto der Fröhliche von Österreich das Amt Spitzenberg an den Ritter Johann von Aarwangen, der es 1339 bei seinem überraschenden Übertritt ins Kloster St. Urban seiner Enkelin Margaretha von Kien und ihrem Ehemann Petermann I. von Grünenberg als Erbe übertrug. Von diesen beiden kam das Pfand 1375/1384 an den ältesten Sohn Hemmann I. von Grünenberg.
1386 wurde die Burg nach der Schlacht bei Sempach von Wolfhart IV. von Brandis zerstört, der auf der Seite Berns stand. Das ehemals habsburgische Amt wurde von Bern annektiert und zur Landvogtei Trachselwald geschlagen, das Niedergericht kam nach Langnau.